# محمد التابعي (لاعب كرة قدم)
محمد التابعي أو السيد الضظوي لاعب كرة قدم مصري سابق، بعتبر أحد أعلام النادي المصري ولعب للنادي الأهلي ومنتخب مصر لكرة القدم، من أعظم اللاعبين في مصر وأحد أساطير الكرة المصرية باعتباره أحد القلائل الذين دخلوا نادي المائة في الكرة المصرية.
ولد في بورسعيد في 14 سبتمبر عام 1926.

## بداية السيد الضظوي
بدأ مشوار النجومية بفريق مدرسة النيل الابتدائية ببورسعيد، وتألق وأبدع منذ الصغر وزاد نبوغه كلما تقدم عمره ثم تألق بفريق مدرسة بورسعيد الثانوية إلى أن جاءت لحظة الانطلاق الحقيقية للنجم الضظوي في الملاعب المصرية في إحدى لقاءات دوري المدارس حين شاهده الكابتن/حسين الديب مدرب النادي المصري البورسعيدي في ذلك الوقت فجذب انتباهه الموهبة العجيبة صغيرة السن وأصرّ على أن يعرض الأمر على السيد/عبد الرحمن لطفي باشا رئيس النادي المصري البورسعيدي في ذلك الحين الذي أُعجب به فتم قيده في صفوف الفريق الأول بالنادي المصري عام 1943 واستمر بالفريق حتى انتقل للأهلي بعد العدوان الثلاثي موسم 1956-1957 واستمر في الأهلي حتى 1961 حيث قرر العودة مجددا لنادي المصري واعتزل به عام 1964.

## إنجازات وألقاب مع الأندية
طوال تاريخه الطويل مع كل من النادي المصري والأهلي حقق الضظوي العديد من البطولات حيث فاز مع المصري ببطولة دوري منطقة القناة 6 مرات متتالية منذ عام 1943 وحتى 1948. كما وصل لنهائي كأس مصر مع المصري أعوام 1945 و1947 و1954.
بعد انتقاله للأهلي استمرت رحلة الضظوي مع حصد البطولات حيث فاز خلال مواسمه الأربعة مع الأهلي ببطولة الدوري المصري الممتاز 4 مرات كما فاز بكأس مصر مرتين في عامي 1958 و1961.
لم تقتصر إنجازات الضظوي على حصد البطولات مع ناديي المصري والأهلي فحسب بل كان له نصيب وافر من الإنجازات الشخصية أيضا حيث استطاع الفوز بلقب هداف الدوري أربع مرات، ثلاث مرات مع المصري ومرة مع الأهلي وأحرز 127 هدفاً في مسيرته مع الناديين منهم 89 هدفاً مع المصري وهو أحد أعضاء قائمة نادي المائة في الدوري المصري في المركز الثالث.

## إنجازاته مع المنتخب
حَفِلَ تاريخ الضظوي مع المنتخب بالعديد من الإنجازات حيث لعب أول لقاء دولي له عام 1947 وشارك في أولمبياد لندن 1948 والتي حقق فيها المنتخب المصري المركز الرابع، كما شارك في أولمبياد هلسينكي 1952 وفازت مصر على تشيلي في هذه البطولة (5-4) أحرز الضظوي ثلاثة أهداف منها، كما فاز مع مصر بذهبية كرة القدم في ألعاب البحر الأبيض المتوسط الأولى في الإسكندرية 1951 وأحرز بالبطولة 7 أهداف منهم هدفان في النهائي أمام إيطاليا.

## روابط خارجية
- محمد التابعى على موقع الاتحاد الدولي (مؤرشف)  (الإنجليزية)
- محمد التابعى على موقع أوليمبيديا (الإنجليزية)